# Francis Kalist
Francis Kalist (Reethapuram, 23 de novembro de 1957) é um prelado católico indiano tâmil, atual Arcebispo de Pondicherry e Cuddalore.

## Biografia
Nascido em 23 de novembro de 1957 em Reethapuram, frequentou a escola primária na sua cidade natal e depois entrou no Seminário Menor de São João de Sardhana, em Meerut. Ele continuou seu treinamento no Seminário Maior de St. Albert, em Ranchi, para estudos em filosofia e teologia. Foi ordenado padre em 30 de dezembro de 1982, em Meerut, e incardinado na mesma Diocese.
Após a ordenação ocupou os seguintes cargos: entre 1982 e 1984, vigário da Igreja do Sagrado Coração de Roorkee; entre 1984 e 1986, vigário da Igreja de São Pio de Bachraon; de 1986 a 1989, pastor da Igreja St. James, na Aldeia Sirsanal; entre 1989 e 1995, foi pároco da Igreja de São Paulo de Christnagar; de 1995 a 1999, pastor na Igreja de São Francisco de Swar; de 1999 a 2002, Reitor do Seminário Menor de São João e Administrador do Santuário Basílica de "Nossa Senhora das Graças" de Sardhana e, entre 2002 e 2008, foi Reitor do Colégio Filosófico Regional São Francisco Xavier de Etmadpur, da Arquidiocese de Agra.
Em 3 de dezembro de 2008, foi nomeado pelo Papa Bento XVI como bispo de Meerut. Foi consagrado em 8 de fevereiro de 2009, na Academia Santa Maria de Meerut, por Patrick Nair, bispo-emérito de Meerut, coadjuvado por Albert D'Souza, arcebispo de Agra e por Gratian Mundadan, C.M.I., bispo de Bijnor.
Em 19 de março de 2022, foi nomeado pelo Papa Francisco como arcebispo de Pondicherry e Cuddalore.